# Жемчужный, Николай Михайлович
Николай Михайлович Жемчужный (20 мая 1923, Воронеж — 22 января 1993, Москва) — советский и российский композитор, певец, актёр, поэт. Народный артист РСФСР (1990). Основатель цыганской династии Жемчужных.

## Биография
Цыганский табор, с которым долго кочевала большая семья Жемчужных, осел в Воронеже. Николай Михайлович Жемчужный родился там 20 мая 1923 года. Впервые вышел на сцену в Воронеже в составе «Гостранс. цыганской артели» в 13 лет. Вскоре стал известным плясуном. Выучился игре на гитаре. С 1936 года гастролировал с ансамблем Волшаниновых. В 1945 году создал цыганский ансамбль, который до 1949 года базировался в Воронеже.
С 1957 года был руководителем Ансамбля песни и пляски владимирских цыган при Владимирской областной филармонии. Ансамбль под его руководством снялся в фильмах «Табор уходит в небо» и «Мой ласковый и нежный зверь».
Исполнял народные цыганские песни и свои собственные песни и романсы. Написал более 200 собственных песен и романсов. Наиболее известные из них — «Подруга семиструнная», «Я — цыганка». Его музыка использовалась в спектаклях театра «Ромэн» («Горячая кровь», «Тайна голубого камня», «Плясунья», «Вива, Кармен» и другие), в мультипликационном фильме «Прежде мы были птицами», в кинофильме «Табор уходит в небо». Автор музыки и исполнитель песен в кинофильме «Цыганская клятва» (1986).
Обладал небольшим, чуть глуховатым голосом, но его исполнение цыганских песен и романсов отличалось подлинным драматизмом.
Умер 22 января 1993 года в Москве, похоронен на Ваганьковском кладбище (12 участок).

### Семья
- Жена — актриса, танцовщица Ольга Сергеевна Александрович (Жемчужная; 1922—2004), родом из польских цыган.
- Сын — актёр, режиссёр, педагог Георгий Николаевич Жемчужный (1945—2021), народный артист России. Президент творческого объединения «Цыганский мир».

## Награды и премии
- Заслуженный артист РСФСР (10.10.1975).
- Народный артист РСФСР (2.04.1990).

## Фильмография

### Актёр
- 1976 — Табор уходит в небо — цыган
- 1978 — Мой ласковый и нежный зверь — цыган

### Вокал
- 1976 — Табор уходит в небо — песня «Ай, мато»

### Композитор
- 1982 — Прежде мы были птицами (анимационный)

## Память
- Всероссийский конкурс исполнителей русских и цыганских романсов памяти Николая Жемчужного[3].